# Сафронова, Яна Владимировна
Я́на Влади́мировна Сафро́нова (род. 4 февраля 1997, Смоленск) — российский литературный критик и организатор литературного процесса.

## Биография
Родилась в 1997 году в Смоленске. Окончила Московский государственный институт культуры по специальности «литературное творчество».
Критические статьи опубликованы в журналах «Юность», «Наш современник», «Москва», «Сибирские огни», «Роман-газета» и др.
Лауреат премии имени А. Г. Кузьмина журнала «Наш современник», X Международного славянского литературного форума «Золотой Витязь» («бронзовый витязь» в номинации «Публицистика»), Лауреат Всероссийской литературно-критической премии «Неистовый Виссарион»-2021 (специальный приз «Перспектива»). Участница Форума молодых писателей России, стран СНГ и зарубежья, Второго Форума молодых писателей России и Китая.
До 2021 года — заведующая отделом критики журнала «Наш современник». С 2021 по 2023 годы работала руководителем проектных офисов Ассоциации союзов писателей и издателей России. С 2024 года руководит проектным департаментом «Фонда кино» и отделом критики журнала «Наш современник».
Член Союза писателей России. Живет в Москве.

## Современники о творчестве Яны Сафроновой
Андрей Тимофеев :
«Сафронова стремится к анализу романа, а не к выражению простого читательского впечатления и использует в своей статье аппарат серьезного уровня. И мне приятна та человеческая сдержанность и одновременно легкость»

## Статьи Яны Сафроновой
- https://magazines.gorky.media/authors/s/yana-safronova
- https://журнальныймир.рф/avtor/safronova-yana
- https://denliteraturi.ru/author/577